# سارة جاكسون (مدرسة)
سارة جاكسون (بالإنجليزية: Sarah Elizabeth Jackson)‏ هي مُدرسة نيوزيلندية، ولدت في 6 أغسطس 1858، وتوفيت في 9 نوفمبر 1946.